# Comuna Oleksandropil, Petropavlivka
Oleksandropil (în ucraineană Олександропіль) este o comună în raionul Petropavlivka, regiunea Dnipropetrovsk, Ucraina, formată din satele Novodmîtrivka, Oleksandropil (reședința), Ozerne, Tovste și Uspenivka.

## Demografie
Componența lingvistică a satului Oleksandropil
     Ucraineană (94,51%)
     Rusă (3,97%)
     Alte limbi (0,2%)
Conform recensământului din 2001, majoritatea populației satului Oleksandropil era vorbitoare de ucraineană (94,51%), existând în minoritate și vorbitori de rusă (3,97%) și armeană (1,32%).